# Cracinae
Los cracinos (Cracinae) son una subfamilia de aves galliformes de la familia Cracidae conocidas vulgarmente como paujiles, pajuíes, hocos, pavones, mamacos o muitúes.

## Características
Las hembras son un poco más pequeñas y diferentes en aspecto. El macho mide entre 77 cm y 93 cm y pesa entre 2 y 3 kg (en las especies más grandes). Pico parecido al de las gallinas domésticas; corto y fuerte, suavemente deprimido y curvado. Los plumajes son, en general, bellos y nutridos. La molleja de los paujiles es pesada, tiene músculos fuertes y un recubrimiento interior áspero y córneo.
Tienen patas grandes y fuertes particularmente aptas para la locomoción terrestre y el desplazamiento a lo largo de las ramas de los árboles, con tres dedos delanteros y un fuerte talón, todos a la misma altura. Las alas son relativamente cortas y redondeadas. Su vuelo es bajo y de corta duración, en forma horizontal. Los machos producen un zumbido de muy baja frecuencia, que es su canto territorial. Durante la estación seca se agrupan de 4 a 12 aves, pero el resto del año se separan y se encuentran en pareja o inclusive ejemplares solitarios.

## Historia natural
Viven en el bosque húmedo tropical cerca de los cursos de agua, desde el sur de México hasta Brasil y Paraguay. Se alimentan de frutas, semillas, hierbas y (algunas de las especies) de insectos. Por sus características de "especie clave" son de importancia ecológica, como dispersoras de semillas de gran variedad de plantas y a la vez como conservadoras del equilibrio de la densidad de plantas, y de incidencia económica y cultural como fuente de proteína para poblaciones humanas. 
Son monógamos. Construyen su nido en depresiones del suelo al que luego cubre con bejucos, ramitas y plumas o a unos tres a seis metros en un árbol haciendo un colchón de hojas y ramas con una depresión en el centro. En éste depositan 2 a 5 huevos. Cuando los pichones rompen el cascarón cubiertos de plumón denso que les suministra un efectivo camuflaje, son capaces de seguir inmediatamente a su madre en busca de alimento y de protección, ya los 20 días pueden volar. El macho percha en una rama y un polluelo es resguardado en cada ala. La pareja se mantiene en contacto por la emisión de gruñidos de bajo tono. Se adaptan al cautiverio pero raramente llegan a reproducirse en tal condición.
Están amenazados principalmente por la destrucción de su hábitat y también por la caza en exceso o indiscriminada. Como especie de bosque primario son principalmente susceptibles a la perturbación humana.

## Especies
- Mitu tomentosa (Crax tomentosum Spix, 1825) Paujil de Cola Colorada, Pujil colorado, Paují Colicastaño; del oriente de Colombia hasta las Guayanas y Brasil.
- Mitu salvini (Mitu s. Reinhardt, 1879) Paujil nagüiblanco, Paujil de Vientre Blanco, Pajuí de Cola Blanca, Paujil del Caquetá, Paujil de Salvin; del sureste de Colombia al noreste del Perú.
- Mitu mitu (Crax s. Linnaeus, 1766) Paujil de Algoas, Pico de hacha, Pico de Navaja; centro-este de Brasil.
- Mitu tuberosa (Crax tuberosum Spix, 1825) Paujil pico de ají, Paují Tuberoso; del sureste de Colombia al norte de Bolivia.
- Pauxi pauxi (Crax p. Linnaeus, 1766) Paujil Copete de Piedra, Paují de Casco; del noroccidente de Venezuela y este de Colombia.
- Pauxi unicornis (Pauxi u. Bond & Meyer, 1939) Paujil uincornio, Paujil Cornudo; centro de Bolivia.
- Crax rubra (Linnaeus, 1758) Muitú Colorado, Hocofaisán, Pavón Grande, Pajuin, Paují Norteño, Paujil Centroamericano, Paujil del Chocó; del centro de México al occidente del Ecuador; la subespecie C. r. griscomi Hocofaisán de Cozumel, en Yucatán.
- Crax alberti (Fraser, 1852) Paujil colombiano, Paujil de la Costa, Pavón del Magdalena, Muitú de Pico Azul; Norte de Colombia.
- Crax daubentoni (Gray, 1867) Muitú Porú, Pavón Mouiamarillo; Venezuela y Noreste de Colombia.
- Crax alector (Linnaeus, 1766) Pavón Negro, Muitú Unicolor, Paujil Negro, Paujil Culiblanco, Hoco Guyanés, Mutum poranga; del centro oriente de Colombia hasta las Guayanas y Brasil.
- Crax globulosa (Spix, 1825) Tangarana, Paujil del Amazonas, Pavón Carunculado, Camarana, Pavón Moquirrojo; del sureste de Colombia y norte del Perú al occidente de Brasil y norte de Bolivia.
- Crax fasciolata (Spix, 1825) Muitú, Mamaco; del centro-norte de Brasil al noreste de Argentina.
- Crax blumenbachii (Spix, 1825) Pavón Piquirrojo, Muitú Mamaco, Paujil Piquirrojo; al sureste de Brasil.
- Nothocrax urumutum (Crax u. Spix, 1825) Paujil Nocturno, Mutum, Urumutum; Amazonia (Perú, Ecuador, Colombia, Venezuela, Guyana, Surinam, Brasil).